# Eocaecilia
Eocaecilia micropodia es una especie extinta de anfibio gimnofión que vivió a comienzos del período Jurásico en lo que hoy son los Estados Unidos. Comparte características con los caudados y Microsauria (un grupo de lepospóndilos). A diferencia de las cecilias modernas, Eocaecilia presenta extremidades. 